# Pete Nance
Peter Lucas Nance (Akron, Ohio; 19 de febrero de 2000) es un baloncestista estadounidense que pertenece a la plantilla de los Milwaukee Bucks de la NBA, con un contrato dual que le permite jugar también en su filial de la G League, los Wisconsin Herd. Con 2,08 metros de estatura, juega en la posición de ala-pívot. Es hijo del tres veces All-Star de la NBA Larry Nance y hermano pequeño de Larry Nance Jr..

## Trayectoria deportiva

### Universidad
Jugó cuatro temporadas con los Wildcats de la Universidad Northwestern, en las que promedió 9,6 puntos, 5,4 rebotes y 1,8 asistencias por partido.
Después de tantear la posibilidad de apuntarse al draft de la NBA de 2022, finalmente regresó a la universidad y fue transferido a los Tar Heels de la Universidad de Carolina del Norte en Chapel Hill, donde jugó una quinta temporada universitaria, en la que promedió 10,0 puntos, 6,0 rebotes y 1,7 asistencias por encuentro.

#### Estadísticas
| Año     | Equipo         | PJ  | PT  | MPP  | %TC  | %3P  | %TL  | RPP | APP | ROB | TPP | PPP  |
| ------- | -------------- | --- | --- | ---- | ---- | ---- | ---- | --- | --- | --- | --- | ---- |
| 2018–19 | Northwestern   | 23  | 1   | 13.9 | .347 | .263 | .417 | 1.7 | .8  | .3  | .3  | 2.9  |
| 2019–20 | Northwestern   | 30  | 20  | 26.2 | .400 | .297 | .686 | 6.0 | 1.6 | .3  | 1.0 | 8.5  |
| 2020–21 | Northwestern   | 24  | 23  | 27.7 | .495 | .364 | .784 | 6.8 | 1.8 | .6  | .7  | 11.1 |
| 2021–22 | Northwestern   | 30  | 30  | 27.2 | .497 | .452 | .768 | 6.5 | 2.7 | .3  | 1.1 | 14.6 |
| 2022–23 | North Carolina | 30  | 30  | 30.2 | .422 | .320 | .816 | 6.0 | 1.7 | .3  | 1.1 | 10.0 |
| Total   | Total          | 137 | 104 | 25.3 | .449 | .347 | .759 | 5.5 | 1.7 | .4  | .9  | 9.7  |

### Profesional
Tras no ser elegido en el Draft de la NBA de 2023, se unió a los Cleveland Cavaliers para disputar la Liga de Verano de la NBA, y el 13 de septiembre acabó firmando contrato con la franquicia. Sin embargo, fue despedido el 21 de octubre. Una semana más tarde firmaba con su filial de la NBA G League, Cleveland Charge.
El 18 de enero de 2024, Nance firmó un contrato de 10 días con los Cleveland Cavaliers, convirtiéndose en el tercer miembro de la familia Nance en formar parte del equipo de su estado natal, Ohio, tras su padre y su hermano Larry. El 30 de enero regresa a los Charge, y el 19 de febrero firma un contrato dual con los Cavaliers.
El 24 de septiembre de 2024 firma un contrato estándar con los Cavs, pero es cortado el 19 de octubre. Una semana más tarde regresa a los Charge.
El 3 de diciembre de 2024 firmó un contrato dual con los Philadelphia 76ers. Fue despedido el 7 de enero de 2025, y tres días más tarde regresó a los Cleveland Charge. El 14 de enero firmó un contrato dual con los Sixers. El 6 de febrero fue despedido, como parte del traspaso de Jared Butler.
El 28 de febrero firmó un contrato dual con los Milwaukee Bucks y su filial en la G League, los Wisconsin Herd.

## Estadísticas de su carrera en la NBA

### Temporada regular
| Año     | Equipo       | PJ | PT | MPP | %TC  | %3P   | %TL  | RPP | APP | ROB | TPP | PPP |
| ------- | ------------ | -- | -- | --- | ---- | ----- | ---- | --- | --- | --- | --- | --- |
| 2023-24 | Cleveland    | 8  | 0  | 3.4 | .167 | 1.000 | .000 | .4  | .0  | .1  | .0  | .4  |
| 2024-25 | Philadelphia | 7  | 0  | 9.8 | .333 | .333  | .500 | 1.4 | .4  | .1  | .0  | 2.1 |
| Total   | Total        | 15 | 0  | 6.4 | .286 | .385  | .250 | .9  | .2  | .1  | .0  | 1.2 |